# 小葉額鎧蝦
小葉額鎧蝦（学名：Phylladiorhynchus pusillus）为鎧甲蝦科葉額鎧蝦屬下的一个种。